# Plectrohyla cyclada
Plectrohyla cyclada är en groddjursart som först beskrevs av Campbell och William Edward Duellman 2000.  Plectrohyla cyclada ingår i släktet Plectrohyla och familjen lövgrodor. IUCN kategoriserar arten globalt som starkt hotad. Inga underarter finns listade i Catalogue of Life.